# Marquesado de Varela de San Fernando

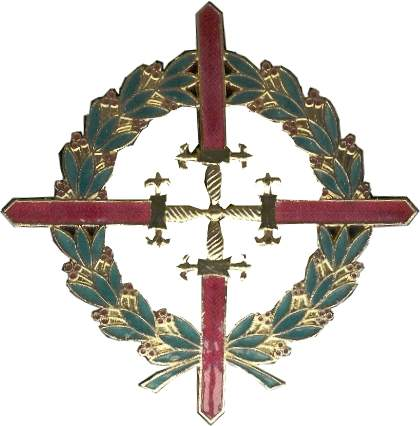
El I marqués de Varela de San Fernando era conocido como el bilaureado por haber sido distinguido con dos grandes cruces Laureadas de San Fernando, cosa excepcional.

El marquesado de Varela de San Fernando fue un título nobiliario español creado por Francisco Franco el 1 de abril de 1951, con carácter póstumo, en favor de José Enrique Varela Iglesias, capitán general del Ejército de España.
El marquesado fue suprimido el 21 de octubre de 2022 tras la entrada en vigor de la Ley de Memoria Democrática.

## Denominación
La denominación de la dignidad nobiliaria refiere al apellido paterno, por lo que fue universalmente conocida la persona a la que se le otorgó, a título póstumo, dicha merced nobiliaria, y a la localidad natal del I marqués, San Fernando, en la provincia de Cádiz, y al hecho de haber sido distinguido excepcionalmente con dos grandes cruces laureadas de San Fernando.

## Carta de otorgamiento
El título nobiliario se le otorgó por los méritos siguientes: 

«La vida militar del Capitán General del Ejército don José Enrique Varela Iglesias constituye desde su iniciación hasta el día de su fallecimiento una serie ininterrumpida de servicios extraordinarios y acciones distinguidas. Con sobria exactitud puede afirmarse que en los acontecimientos más trascendentes de nuestra historia durante los últimos treinta años el nombre del ilustre soldado se destaca a la luz que irradia el cumplimiento del deber y la lealtad a los sentimientos del honor y del patriotismo. África, en los tiempos de lucha primero y en los de paz después, ha conocido de su heroísmo y de su capacidad política, de igual manera que en nuestra Cruzada liberadora las extraordinarias cualidades castrenses del General Varela encontraron ancho campo y múltiples ocasiones de exteriorizarse. En justo homenaje, pues, a su memoria y a la gratitud nacional que les es debida...».
Decreto de 1 de abril de 1951, publicado en el Boletín Oficial del Estado núm. 91, de 1 de abril de 1951, página 1423.

## Armas
De merced nueva. Escudo partido: 1.º, en campo de gules, cinco palos, de sinople; y 2.º, en campo de oro, dos cruces laureadas, puestas en palo.

## Marqueses de Varela de San Fernando
|                               | Titular                       | Periodo                       |
| Creación por Francisco Franco | Creación por Francisco Franco | Creación por Francisco Franco |
| ----------------------------- | ----------------------------- | ----------------------------- |
| I                             | José Enrique Varela Iglesias  | 1951 (título póstumo)         |
| II                            | José Enrique Varela y Ampuero | 1956-2013                     |
| III                           | José Enrique Varela y Urquijo | 2014-2022                     |

## Historia de los marqueses de Varela de San Fernando
- José Enrique Varela Iglesias (1891-1951), I marqués de Varela de San Fernando, capitán general del ejército de España, Alto Comisario de España en Marruecos, ministro del Ejército, dos veces laureado con las gran-cruces Laureadas de San Fernando. El título se otorgó, con carácter póstumo, siete días después de su fallecimiento (acaecido en Tánger, el 24 de marzo de 1951).

Casó con Casilda Ampuero y Gandarias (m. 1999). El 23 de mayo de 1956, tras orden del 7 de febrero de 1955 para que se expida la correspondiente carta de sucesión (BOE del día 15), le sucedió su hijo:
- José Enrique Varela y Ampuero (m. 2013), II marqués de Varela de San Fernando, capitán de Infantería y caballero de la Real Maestranza de Caballería de Sevilla.

Casó en primeras nupcias en 1968 con Miriam de Urquijo y Olaso y en segundas con Julia Marín Taglionetii. El 20 de mayo de 2014, tras solicitud cursada el 18 de septiembre de 2013 (BOE del 19 de octubre) y orden del 18 de diciembre del mismo año para que se expida la correspondiente carta de sucesión (BOE del 2 de enero de 2014), le sucedió, de su primer matrimonio, su hijo primogénito:
- José Enrique Varela y Urquijo, III marqués de Varela de San Fernando. Último titular.